# Сидоров, Алексей Леонидович
Алексе́й Леони́дович Си́доров (род. 22 августа 1968, Северодвинск) — российский кинорежиссёр, сценарист и кинопродюсер.

## Биография
Алексей Сидоров родился 22 августа 1968 года в Северодвинске. Окончил филологический факультет Петрозаводского университета по специальности «русский язык и литература», затем учился на Высших курсах сценаристов и режиссёров (мастерская В. Д. Рубинчика), которые окончил в 1999 году.
В 2000 году работал режиссёром монтажа на картине «Рыцарский роман» (он же — соавтор сценария).
Первая крупная самостоятельная работа в кино в качестве режиссёра-постановщика — многосерийный телевизионный художественный фильм «Бригада», который Сидоров снял по своему сценарию, написанному в соавторстве с Игорем Порублевым и Александром Велединским. В 2003 году телесериал «Бригада» был награждён премией «ТЭФИ» в номинации «Телевизионный художественный сериал» и премией «Золотой орёл» в номинации «Лучший сериал (свыше 10 серий)».
В 2020 году фильм «Т-34» Алексей Сидоров был награждён двумя премиями «Золотой орёл»: за лучший сценарий и лучшую режиссуру. За этот же фильм получил приз «Лучший режиссёр телевизионного фильма/сериала» II конкурса «ТЭФИ-Летопись Победы» (2020). Фильм стал самым кассовым фильмом года.
В 2021 году снял картину «Чемпион мира» о шахматном поединке за звание чемпиона мира между советским гроссмейстером и действующим на тот момент чемпионом мира Анатолием Карповым и гроссмейстером-претендентом Виктором Корчным. Фильм был номинирован в 12 категориях на 21-й церемонии вручения премии «Золотой орёл» и получил пять наград, включая за лучший фильм и лучшую режиссерскую работу.

## Личная жизнь
В 1988 году вступил в брак, который был вскоре расторгнут. Сын от этого брака Леонид, который воспитывался в интернате и дальней родственницей (Алексей вместе с женой были лишены родительских прав), отбыл длительный срок тюремного заключения за изнасилование и убийство, в 2022 году вышел на свободу.
Вторая жена — Анастасия Агальцова, художник-гримёр.

## Фильмография
| Год  |   | Название                        | Роль                               |
| ---- | - | ------------------------------- | ---------------------------------- |
| 2002 | с | Бригада                         | режиссёр, сценарист                |
| 2005 | ф | Бой с тенью                     | режиссёр, сценарист                |
| 2007 | ф | Бой с тенью 2: Реванш           | продюсер, сценарист                |
| 2011 | ф | Бой с тенью 3D: Последний раунд | режиссёр, продюсер, сценарист      |
| 2014 | ф | 22 минуты                       | продюсер (снял своё имя из титров) |
| 2018 | ф | Т-34                            | режиссёр, сценарист                |
| 2021 | ф | Чемпион мира                    | режиссёр, сценарист                |
| 2025 | ф | Кракен                          | сценарист                          |